# John DeServio

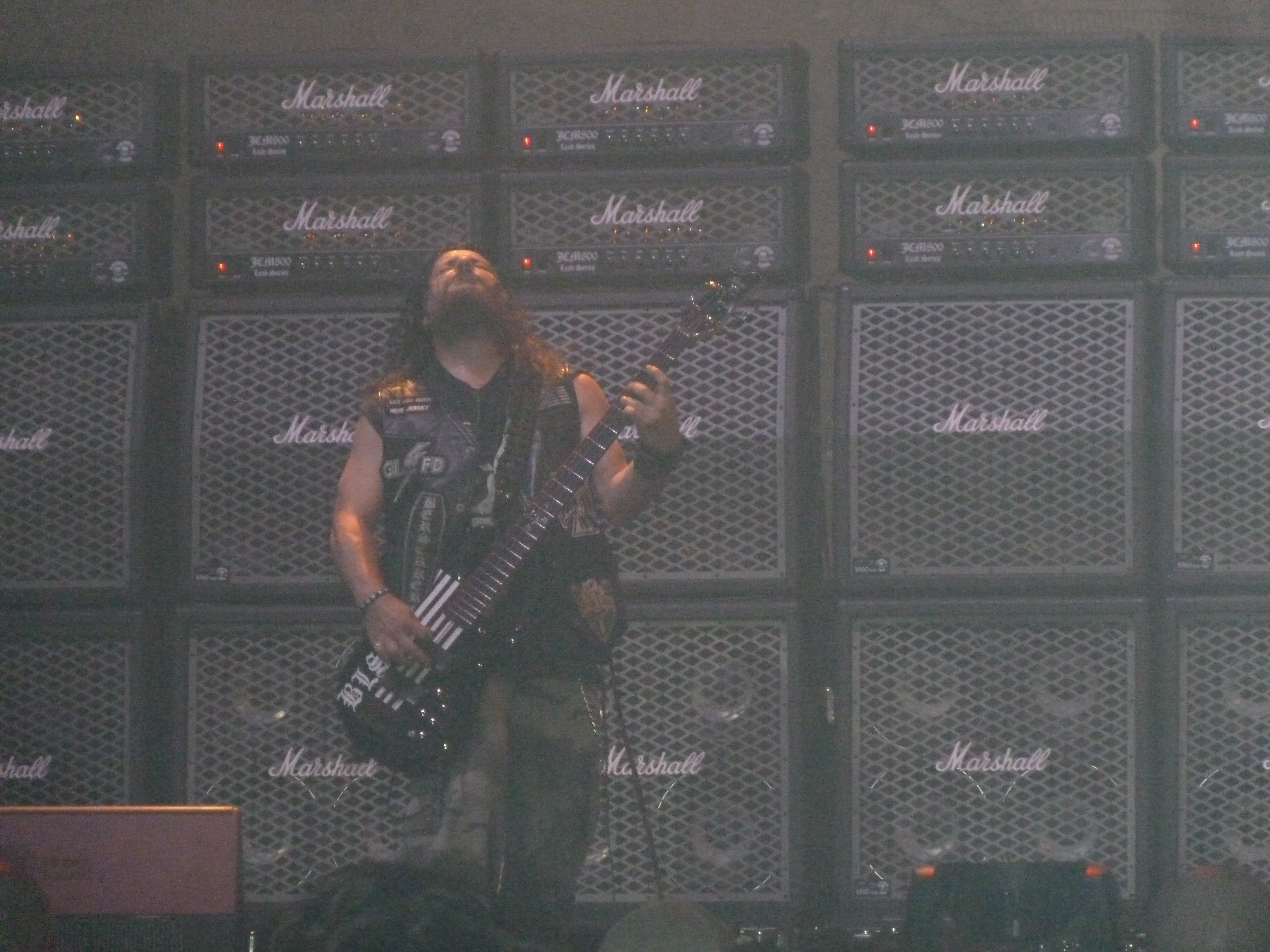
DeServio vystupuje se společností Black Label Society v Allen Event Center v Allenu v Texasu, 2011

John „JD“ DeServio je americký hudebník, který je současným basistou Black Label Society; k této kapele se připojil se po odchodu Jamese Lomenza v roce 2005. Na krátkou dobu v prosinci 1994 (opět jako náhrada za Lomenza) byl také členem Pride & Glory, jižanského rockového tria, a byl původním basistou Black Label Society, hrajícím na turné propagujícím jejich debutové album Sonic Brew. DeServio také hrál na sólovém albu Michaela Romea War of the Worlds Pt,1 v roce 2018.

## Životopis
DeServio má vlastní kapelu s názvem Cycle of Pain, jejíž debutové album vyšlo v dubnu 2009 prostřednictvím Reform Records.
DeServio žije v Keyportu ve státě New Jersey.

## Diskografie

### Black Label Society
- Hangover Music Vol. VI (2004)
- Shot to Hell (2006)
- Order of the Black (2010)
- Unblackened (Live, 2013)
- Catacombs of the Black Vatican (2014)
- Grimmest Hits (2018)

### Cycle of Pain
- Cycle of Pain (2009)

### Derek Sherinian
- Blood of the Snake (2006)

### Vinnie Moore
- To the Core (2009)

### Michael Romeo
- War of the Worlds // Pt. 1 (2018)